# Bäumlihof

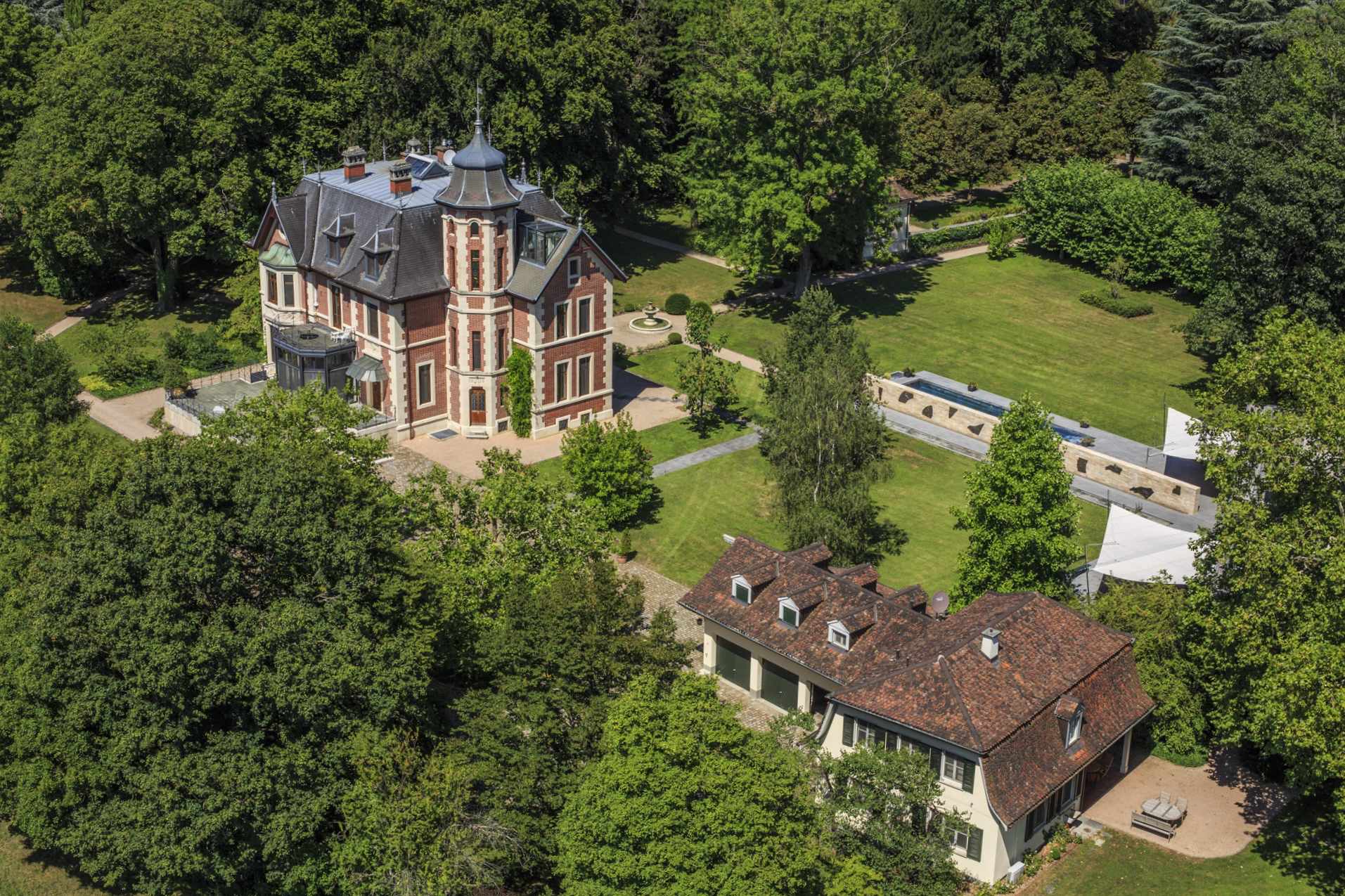
Bäumlihof Areal aus der Nähe, Luftaufnahme 2015

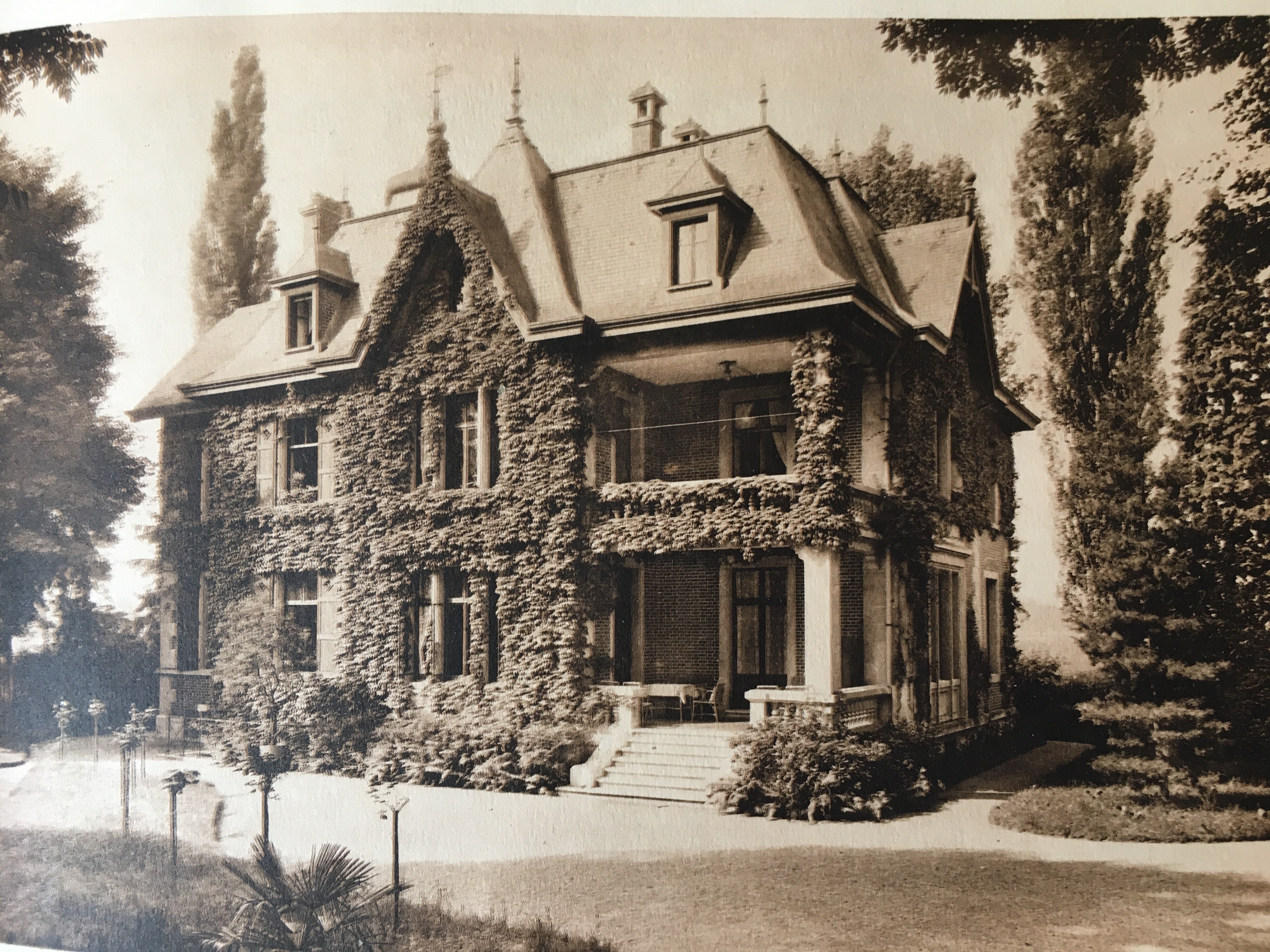
Ehemaliges Kinderhaus – heutige Hirzen Villa, Aufnahme ca. 1878

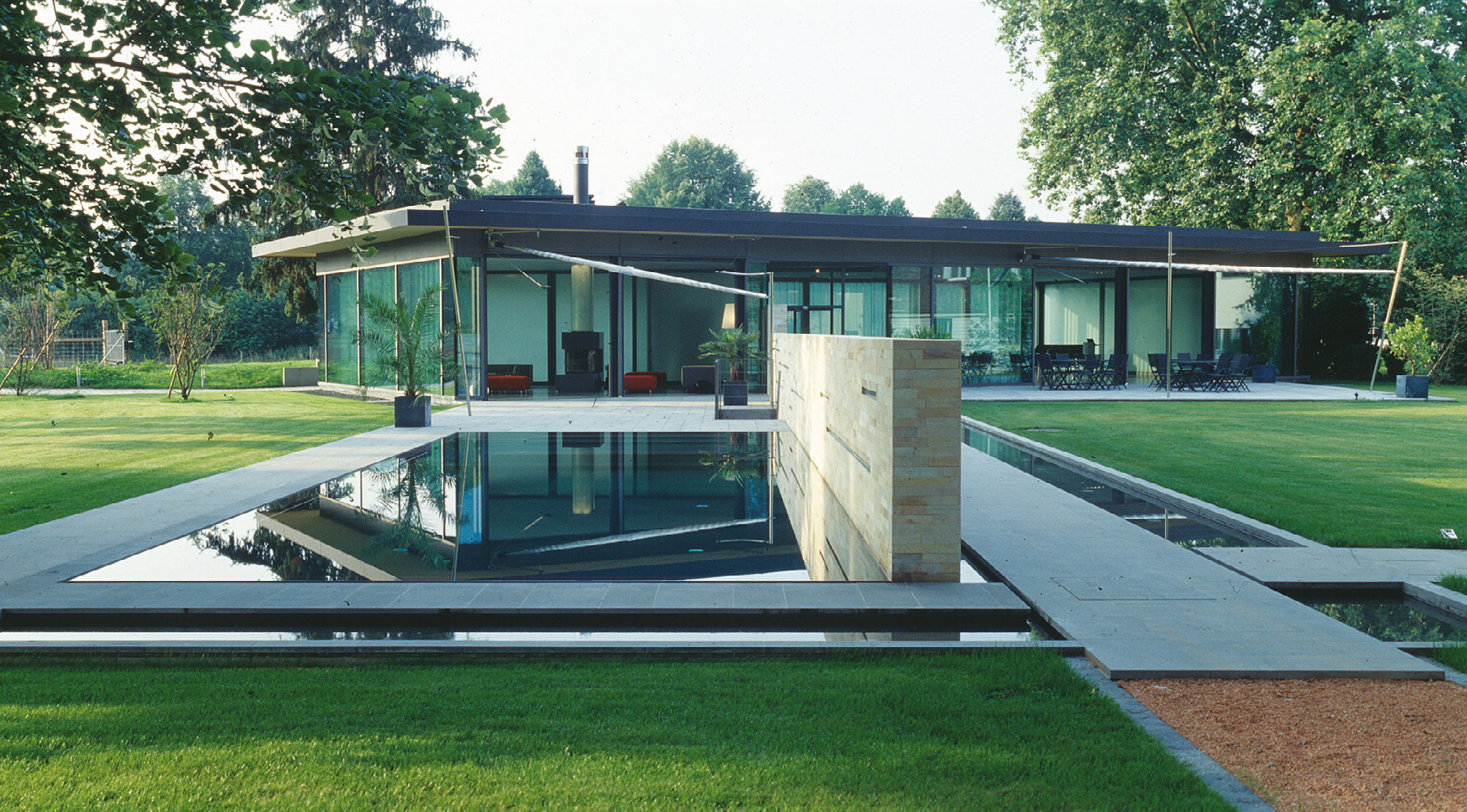
Hirzen Pavillon mit Pool, Aufnahme 2017

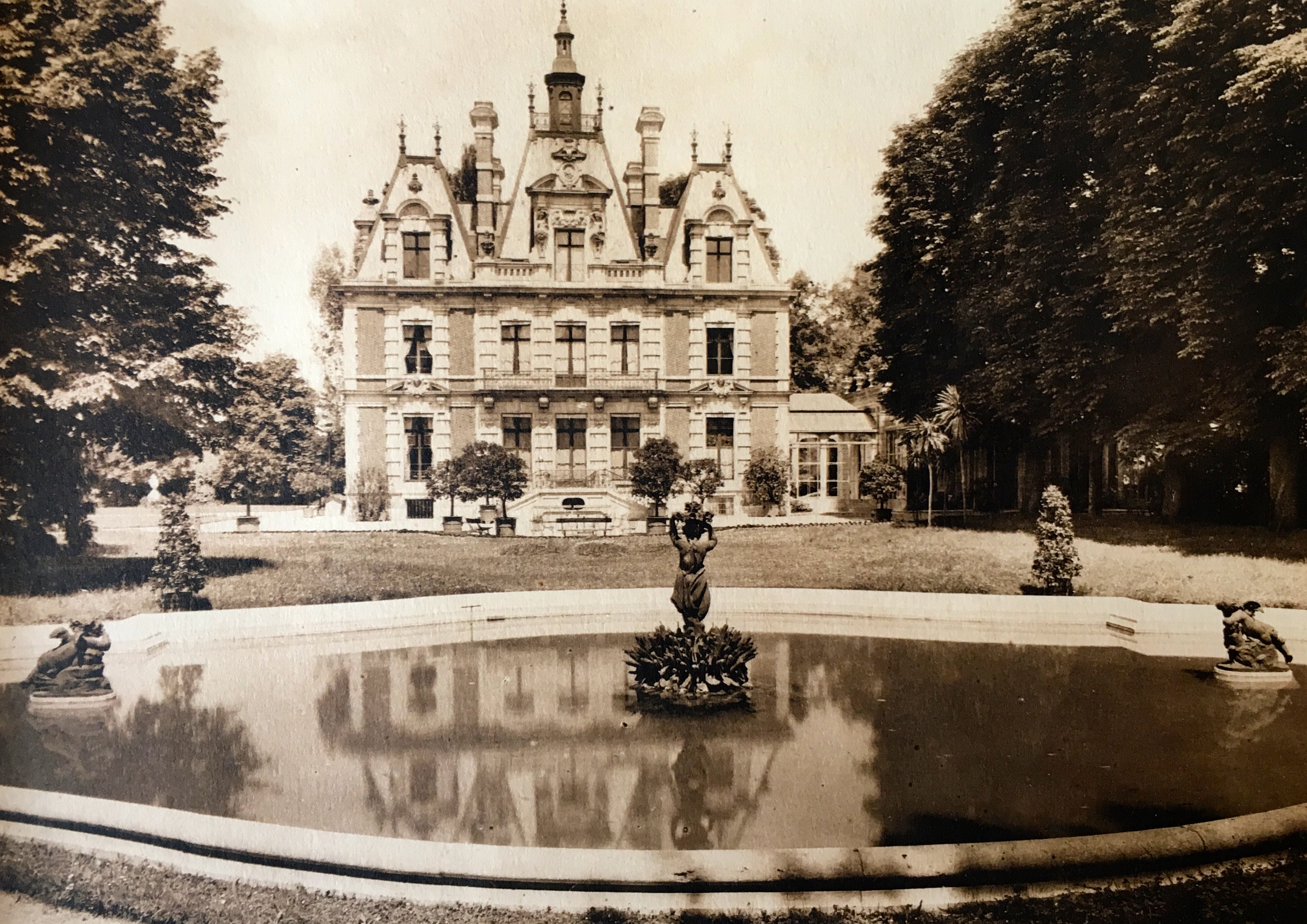
Grosses Herrenhaus, abgebrochen 1951, Aufnahme ca. 1878

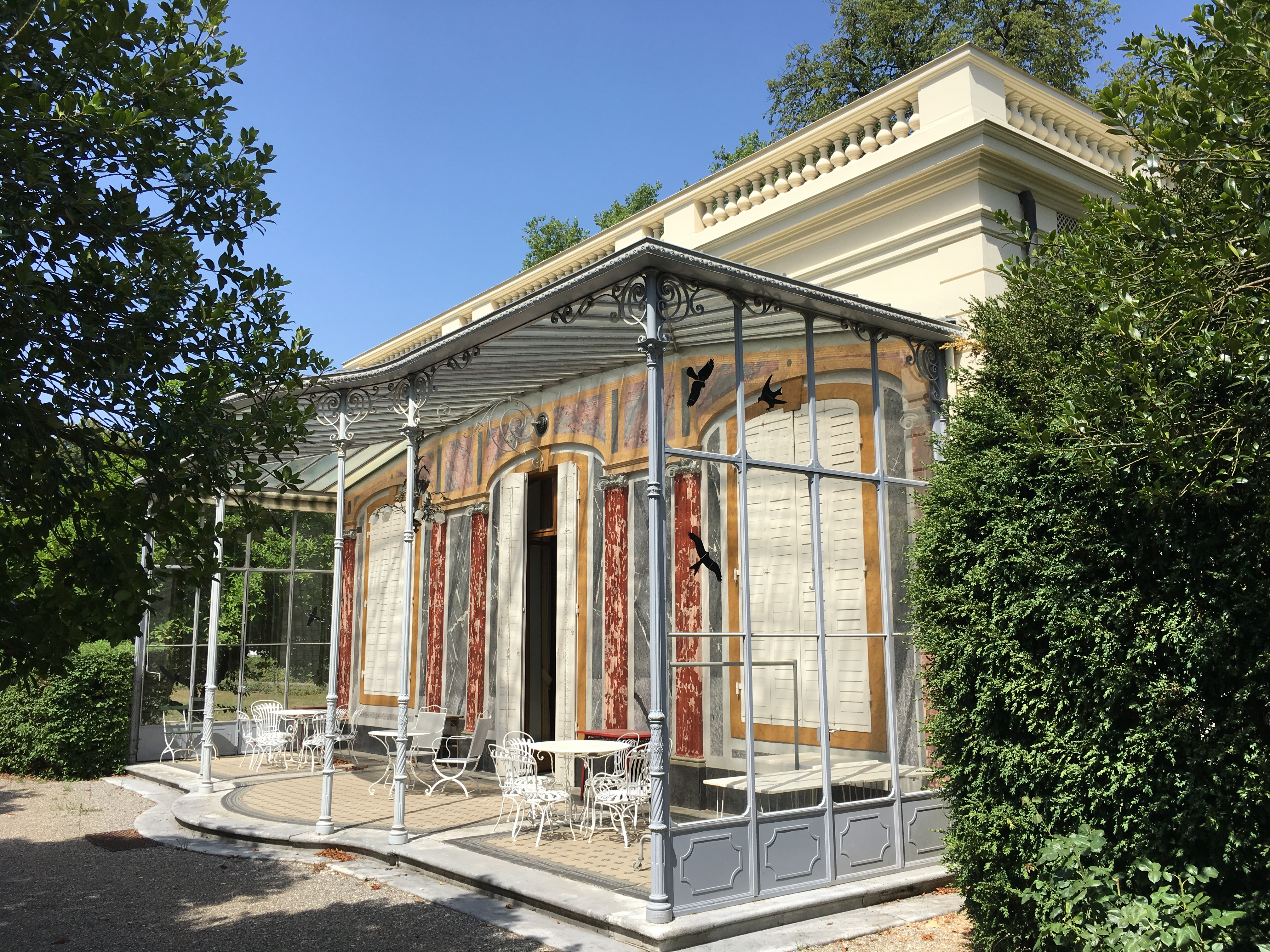
Gartensaal, Aufnahme 2017

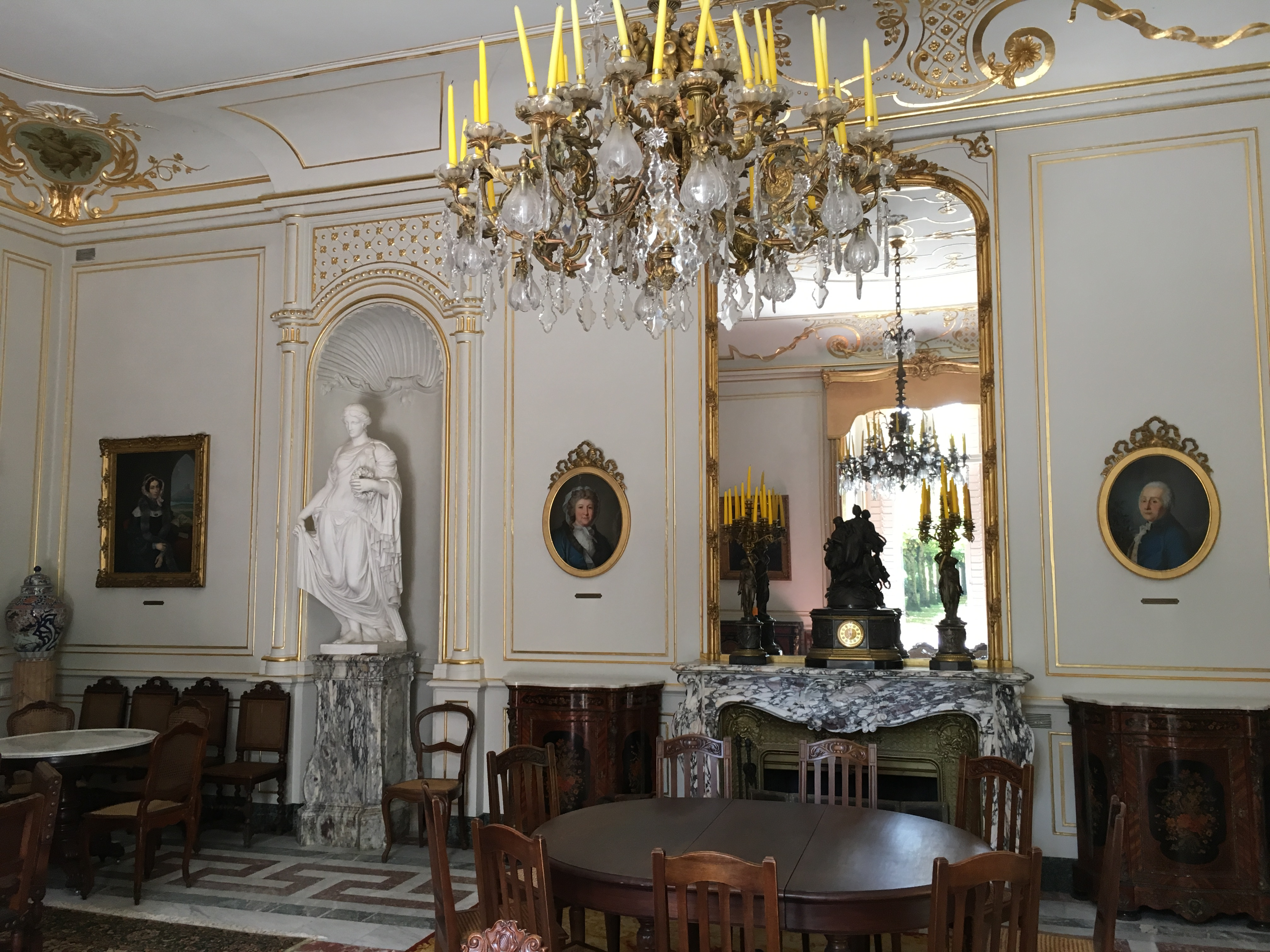
Innenansicht des Gartensaals, Aufnahme 2017

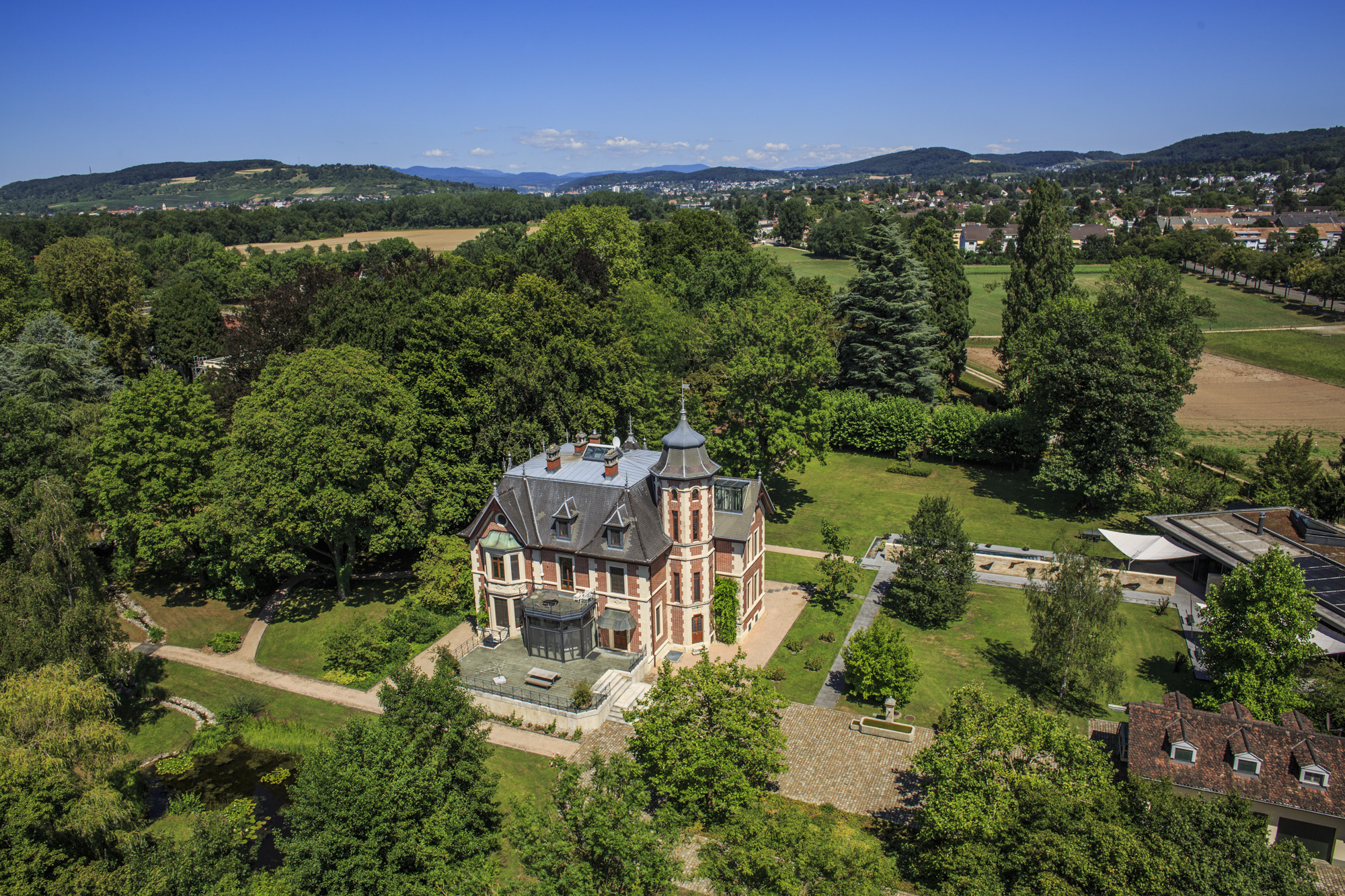
Bäumlihof Areal in Riehen bei Basel, Luftaufnahme 2015

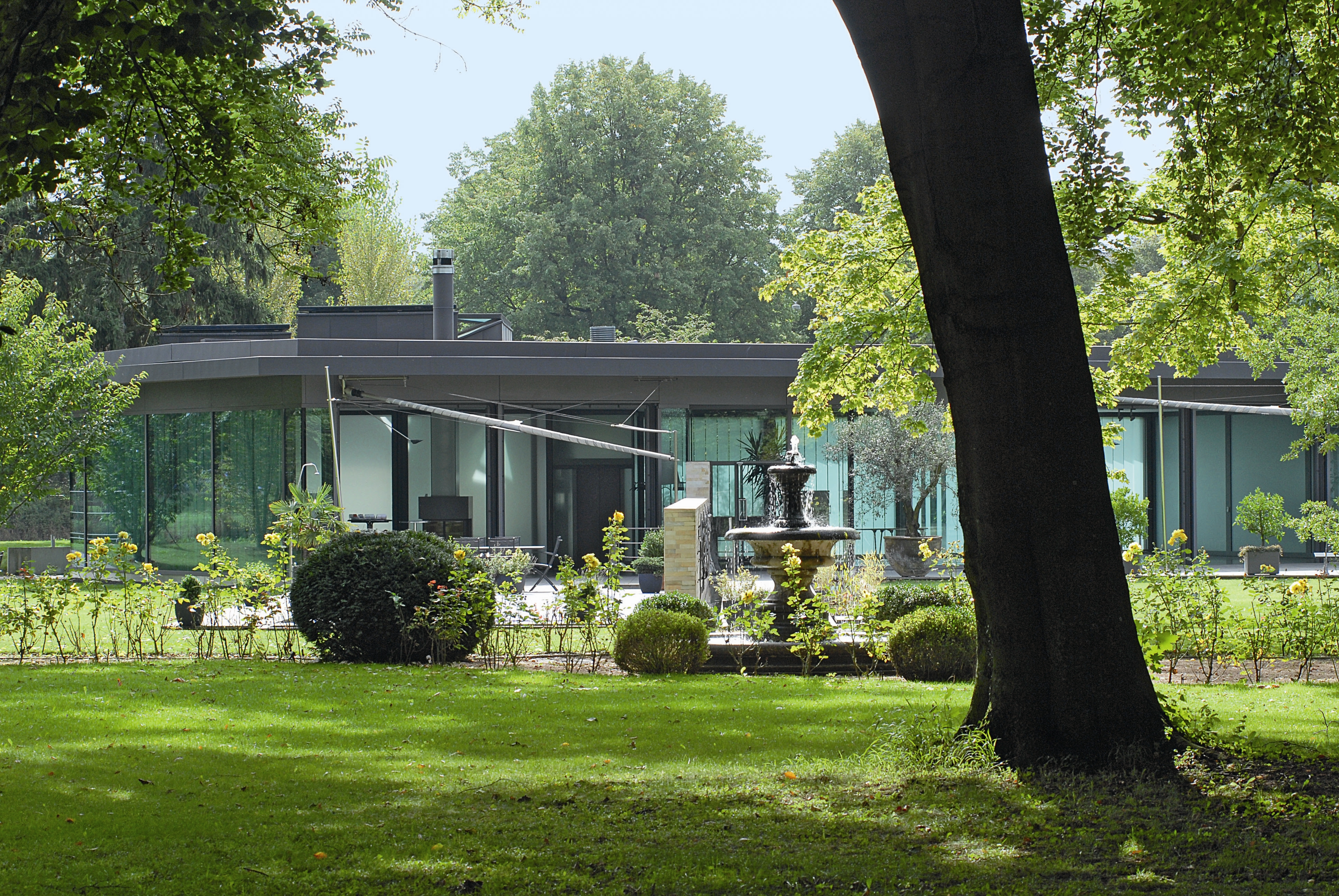
Hirzen Pavillon

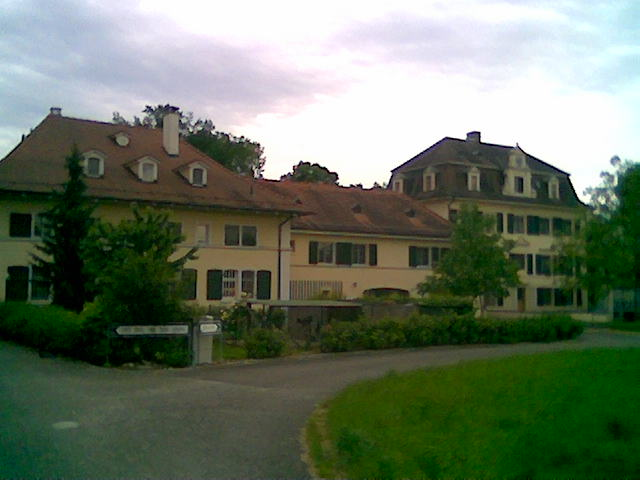
Bäumlihof, auch «Klein Riehen» genannt

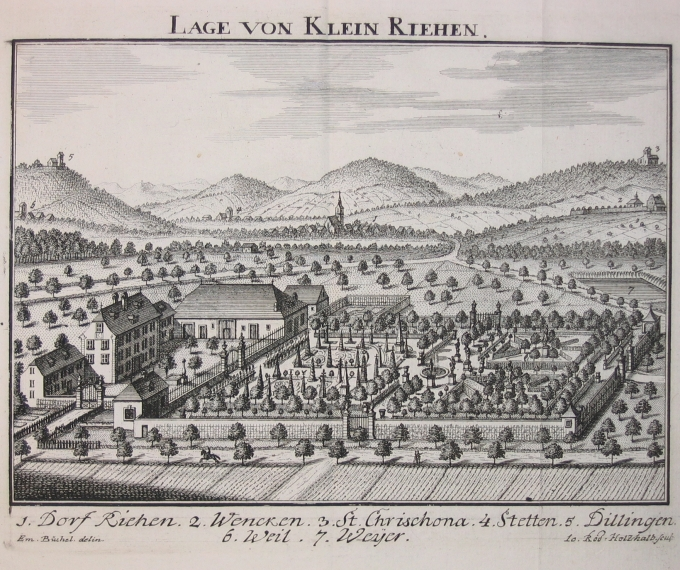
«Klein Riehen» in der Barockzeit, Kupferstich von Emanuel Büchel, 1752

Der Bäumlihof, nach Errichtung des Wenkenhofes auch Klein Riehen genannt, ist ein Landgut mit Parkanlage in Riehen bei Basel.
Der umfangreiche Besitz erstreckt sich südlich ausserhalb der geschlossenen Ortslage von Riehen, im Bereich zwischen der Äusseren Baselstrasse/Riehenstrasse (jedoch etwas zurückgesetzt von dieser) und der Bäumlihofstrasse. Die zum Bäumlihof führende Lindenallee (Kleinriehenpromenade) beginnt direkt an der Grenze des Basler Stadtquartiers Hirzbrunnen.

## Geschichte
Der Bäumlihof wurde nach einer Überlieferung ursprünglich wohl als Weingut des Klosters Klingental begründet. Das heute noch bestehende Herrenhaus wurde 1686 erbaut. Nach mehreren Grundstückszukäufen und baulichen Erweiterungen fungierte es seither ununterbrochen, mit einer Ausnahme von 14 Jahren, als Sommersitz der Basler Grossbürgerfamilien Burckhardt, Merian und Geigy (siehe auch Basler Daig).
Der Handelsunternehmer und Bankier Samuel Burckhardt-Zäslin baute das Gut luxuriös im spätbarocken französischen Stil aus, fasste Wohn- und Ökonomiegebäude zu einem Bautenkomplex zusammen und liess 1735 in axialem Bezug zum Hauptgebäude einen barocken Lustgarten dahinter anlegen. Den architektonischen Hauptpunkt des Gartens bildete ein mit Stuckornamenten versehener Gartensaal aus dem Jahr 1738 von Johann Carl Hemeling.
Mitte des 18. Jahrhunderts war Johann Jakob Merian Besitzer des Bäumlihofes.
Unter Hausherr Samuel Merian-Kuder und nach Plänen des Hofgärtners der badischen Markgrafen, Johann Michael Zeyher (1770 bis 1843), wurde der Garten (unter Beibehaltung der Parkmauer und der alten Kastanienalleen) in einen englischen Landschaftsgarten umgeändert. Zeyhers Plan aus dem Jahr 1802 hierfür ist erhalten. Diverse Kleinarchitekturen, z. B. ein Bienenhaus in Form eines dorischen Tempels, dessen Fassade mit Baumrinde verkleidet ist, bereicherten nun den Park.
1865 wurde die Fassade des Gartensaals in neubarockem Stil umgestaltet. 1876 bis 1878 liess Johann Rudolf Geigy-Merian ein grosses Herrenhaus neu errichten, das jedoch 1951 aus Gründen der Erhaltung des ursprünglichen Gesamtcharakters wieder abgebrochen wurde.
Nach dem Tod der letzten Einzelbesitzerin, Helene Geigy-Schlumberger, wurden Hofgut und Park unter den Erbenfamilien aufgeteilt. Von Johann Rudolf Geigy-Rodriguez und Elizabeth Geigy, den Eigentümern der im modernen Stil neu errichteten Villa Zu den Hirzen im Bäumlihof-Areal, wurde 2003 (Bauherrschaft: J. Rudolf Geigy) an der Stelle eines früheren Hirschgeheges der Hirzen Pavillon als Raum für Tagungen und andere exklusive Veranstaltungen erbaut. Die Pläne zu diesem modernen und durch verglaste Wände relativ transparenten Bau stammten vom Berner Architekturbüro Gauer Itten Messerli (GIM) und dem Riehener Landschaftsarchitekturbüro Schönholzer+Stauffer. Am Pavillon befindet sich eine Skulptur des israelischen Bildhauers Rick Wienecke.
2011 wurde bekannt, dass der Eigentümer das Hirzen-Areal verkaufen möchte. Nach einem ersten gescheiterten Verkaufsversuch durch eine international tätige Franchisingfirma wurde 2017 eine auf historische Objekte spezialisierte Immobilienagentur mit dem Verkaufsmandat betraut, die das Anwesen 2018 an F.Hoffmann-La Roche verkauft hat. Roche will das Objekt privat nutzen, so dass das Anwesen weiterhin der Öffentlichkeit nicht zugänglich sein wird.

## Stiftung Klein Riehen
Der Erhalt der als Baudenkmal von nationaler und regionaler Bedeutung unter Schutz stehenden baulichen und gärtnerischen Anlagen von Klein Riehen wird unterstützt von der 1987 nach schweizerischem Stiftungsrecht ins Leben gerufenen und direkt im Bäumlihof ansässigen Stiftung Klein Riehen.
Nachdem schon seit den 1960er Jahren eine Teilüberbauung des Bäumlihofareals geplant war, gründete sich Anfang der 1970er Jahre eine Initiative Der Bäumlihof bleibt grün. Sie erreichte, dass in einer Abstimmung im Kanton Basel-Stadt eine Grossüberbauung abgelehnt wurde. In einer weiteren Volksabstimmung 1983 wurde der Kanton verpflichtet, das Bäumlihofareal zu erwerben und ausschliesslich zu naturschützerischen Zwecken zu nutzen. Nachdem die Kantonsregierung eine Freihaltung bis mindestens 2012 zusicherte, wurde die Volksinitiative im Jahr 2000 zurückgezogen.
Die Bauten und Gartenanlagen des Bäumlihof sind in Privatbesitz und nicht öffentlich zugänglich.